# Dekanat wieleński
Dekanat wieleński – jeden z 43 dekanatów archidiecezji poznańskiej, składa się z sześciu parafii:
- parafia pw. Najświętszego Serca Pana Jezusa (Drawsko, Drawski Młyn, Chełst)
- parafia pw. św. Apostołów Piotra i Pawła (Gulcz)
- parafia pw. św. Ignacego Loyoli (Pęckowo, Miały)
- parafia pw. Najświętszej Maryi Panny Wniebowziętej (Piłka, Kwiejce, Kamiennik)
- parafia pw. św. Stanisława Biskupa (Rosko, Biała)
- parafia Wniebowzięcia Matki Bożej i Świętego Michała w Wieleniu

Administracyjnie dekanat znajduje się na terenie gminy Drawsko oraz tej części gminy Wieleń, która leży na południe od rzeki Noteć.

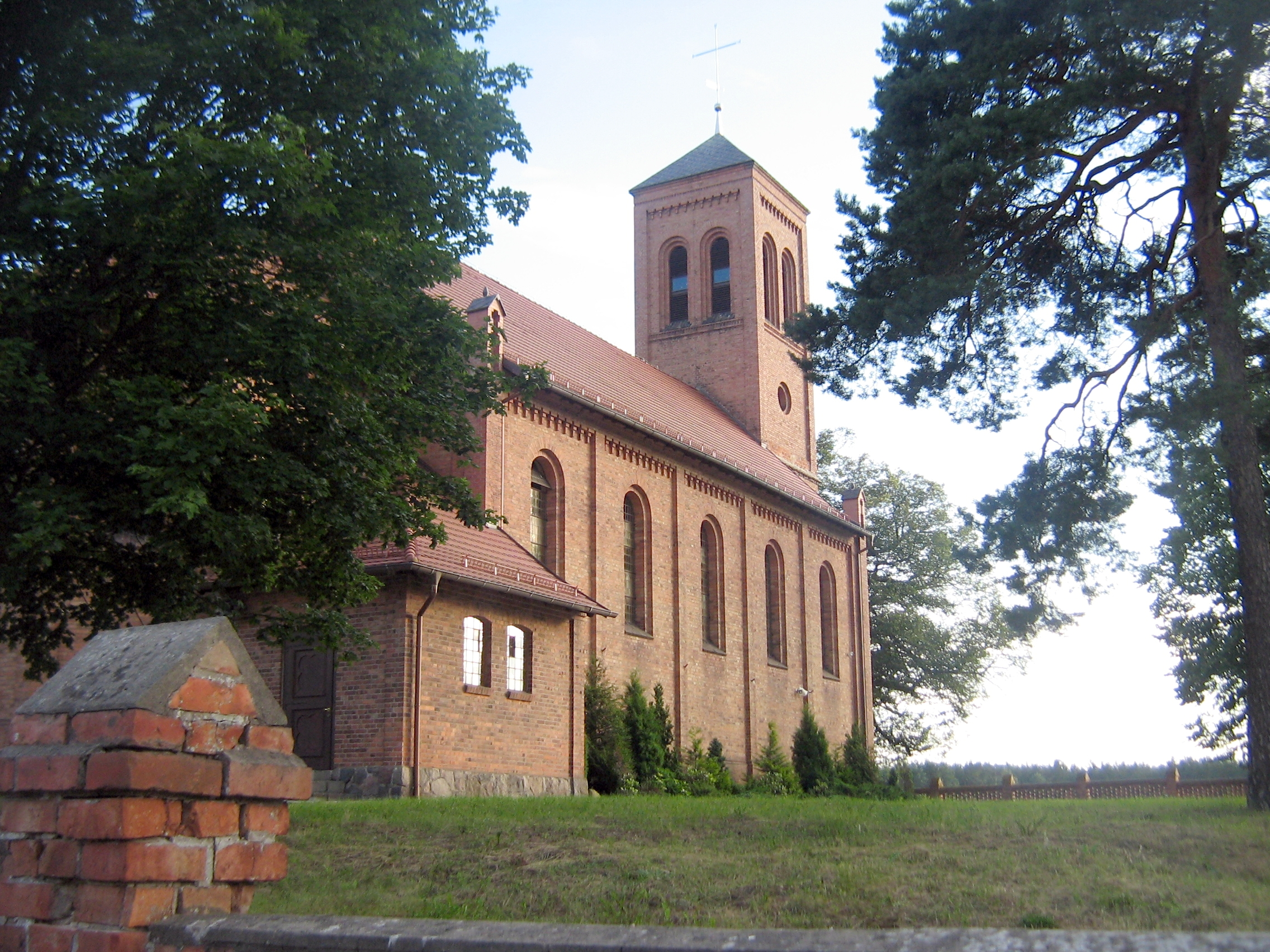
Kościół parafialny w Piłce
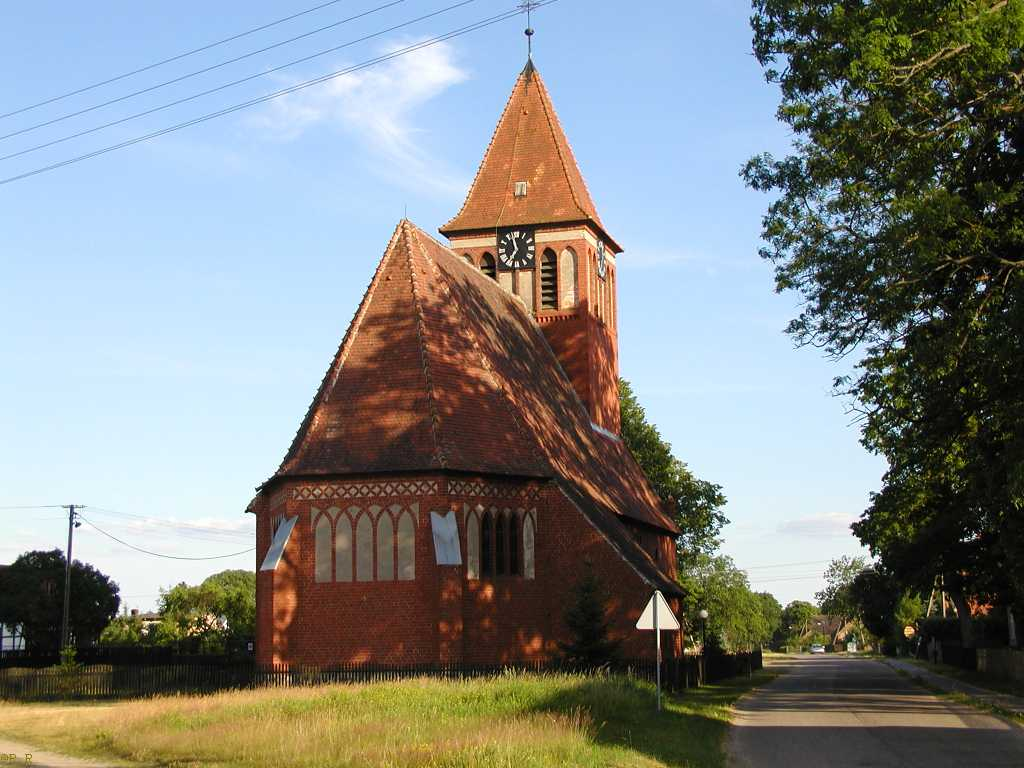
Kościół w Kwiejcach
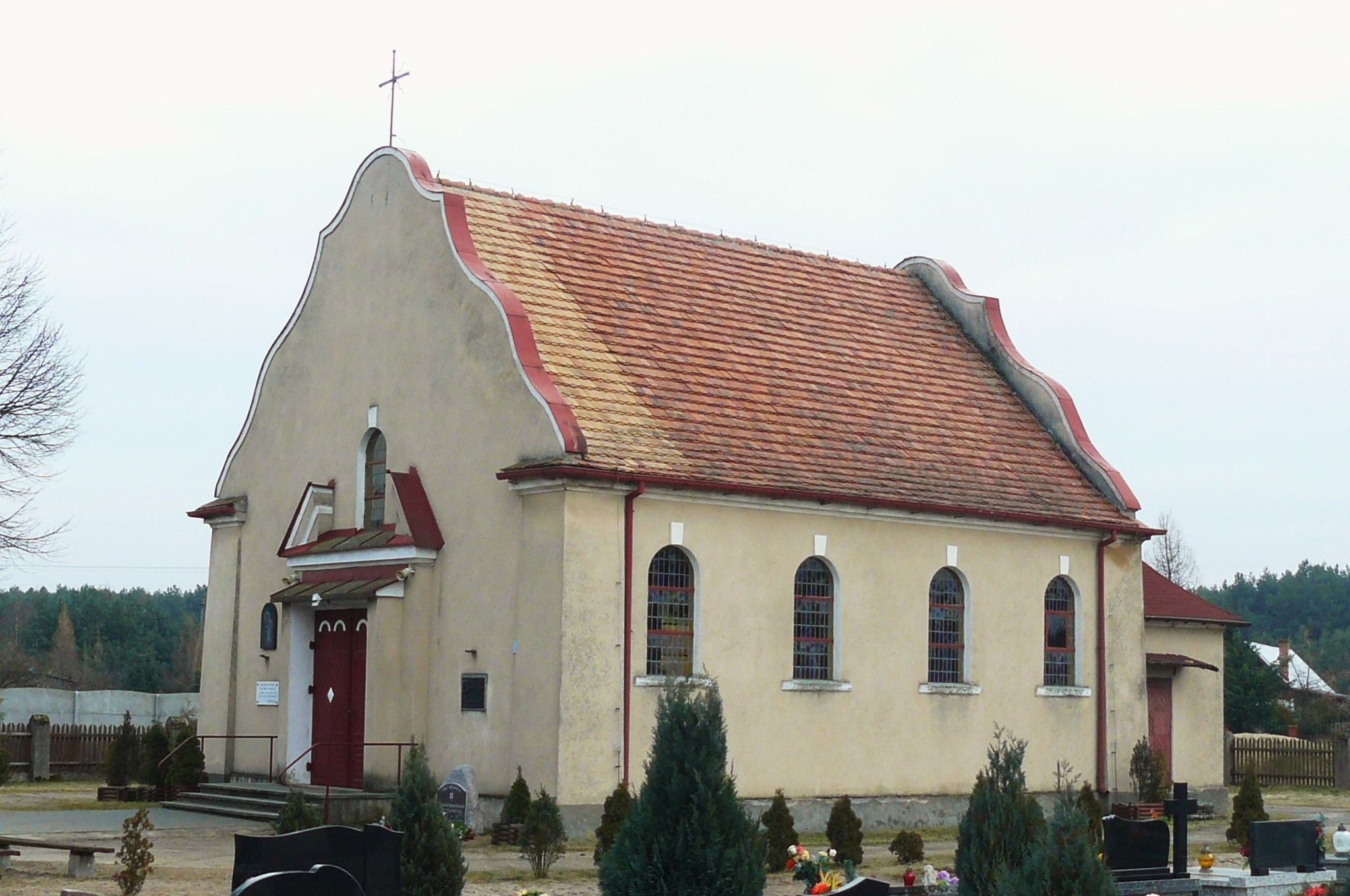
Kościół w Białej
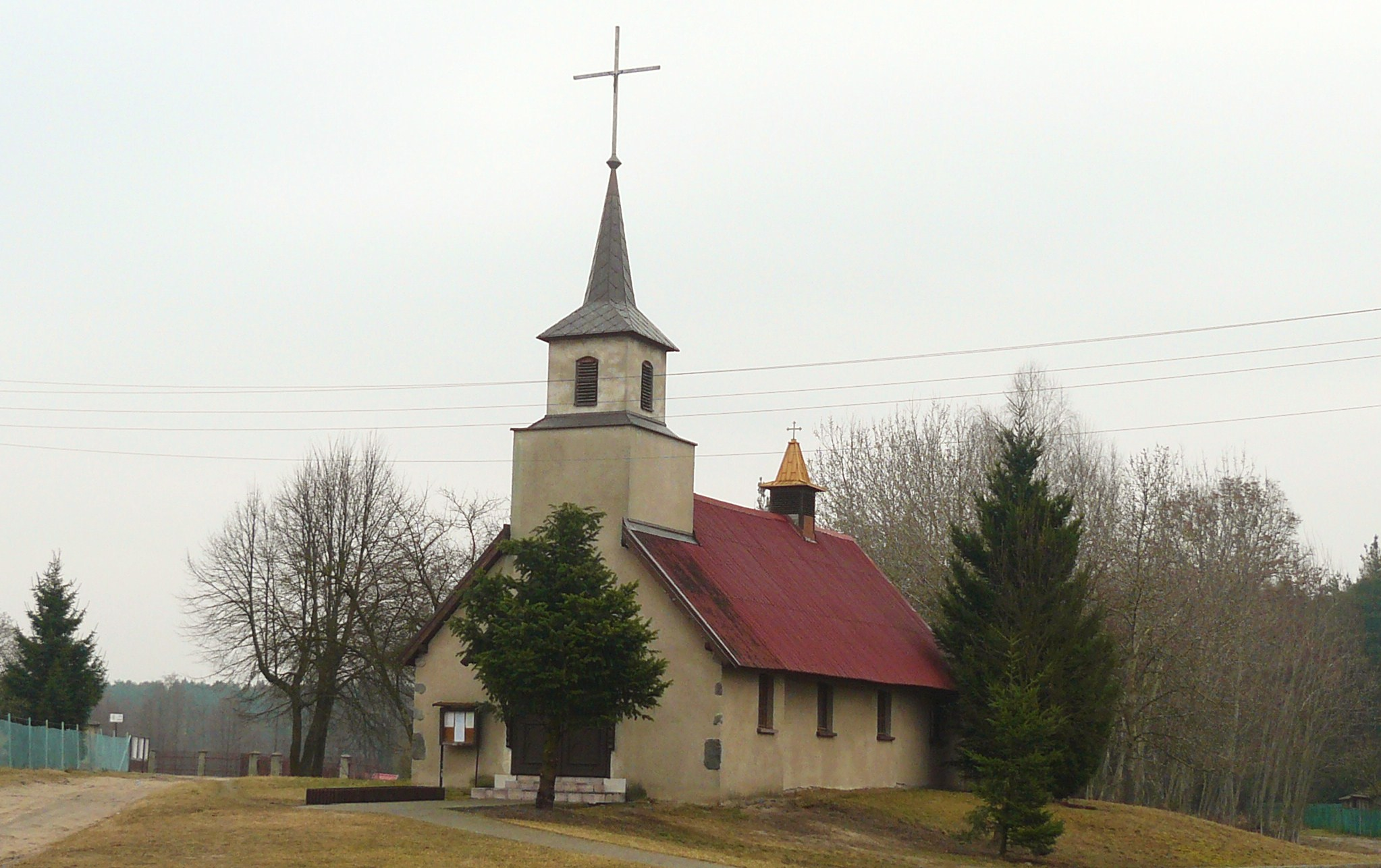
Kaplica w Kamienniku